# Markus Kühn
Markus Kühn (* 10. Mai 1973 in Dillenburg) ist ein deutscher Autor von Finanzratgebern.

## Werke (Auswahl)
Alle Veröffentlichungen erfolgten gemeinsam mit Stefanie Kühn:
- Geldanlage für Anfänger. 3. Aufl., Stiftung Warentest, Berlin 2025, ISBN 978-3-7471-0919-9.
- Alles über Aktien. 5., aktualisierte Aufl., Stiftung Warentest, Berlin 2024, ISBN 978-3-7471-0702-7.
- Alles über Fonds. 4., aktualisierte Aufl., Stiftung Warentest, Berlin 2024, ISBN 978-3-7471-0699-0.
- Investieren in Gold. Stiftung Warentest, Berlin 2023, ISBN 978-3-7471-0682-2.
- Handbuch Geldanlage. 4. Aufl., Stiftung Warentest, Berlin 2023, ISBN 978-3-7471-0611-2 (Erstausgabe 2017).
- Alles über Zinsanlagen. 2. Aufl., Stiftung Warentest, Berlin 2023, ISBN 978-3-7471-0696-9.